# Bourgneuf-en-Retz
Pour les articles homonymes, voir Bourgneuf et Retz.
Bourgneuf-en-Retz ([buʁ.nœf.ɑ̃.ʁɛ]) est une ancienne commune de l'Ouest de la France, située dans le département de la Loire-Atlantique, en région Pays de la Loire, devenue le 1er janvier 2016, une commune déléguée de la commune nouvelle de Villeneuve-en-Retz.
La commune fait partie de la Bretagne historique, dans le pays traditionnel du pays de Retz et dans le pays historique du Pays nantais.
Ses habitants s'appellent les Novobourgeois et les Novobourgeoises, également appelés les Novembourgeois et les Novembourgeoises. Bourgneuf-en-Retz comptait 3 586 habitants au recensement de 2013. La commune comprend aussi le village de Saint-Cyr-en-Retz.

## Géographie

### Situation
Avant la création de la commune nouvelle de Villeneuve-en-Retz dont elle est constitue la partie ouest, elle était entourée des communes de Bouin et Bois-de-Céné de Vendée avec l'étier Le Falleron comme frontière naturelle, et de Machecoul, Fresnay-en-Retz, Sainte-Pazanne, Saint-Hilaire-de-Chaléons, Pornic et de Les Moutiers-en-Retz.
Selon le classement établi par l'Insee en 1999, Bourgneuf était une commune rurale non polarisée (cf. Liste des communes de la Loire-Atlantique).
Bourgneuf, porte du marais breton est un carrefour routier important sur les axes Nantes-Noirmoutier, Pornic-Machecoul et Saint-Nazaire-Vendée dit Route bleue. À 30 minutes de Nantes, Bourgneuf ouvre la porte à la Côte de Jade et à la Côte Vendéenne.

### Paysages
Commune composée de paysages différents : 
- le Marais breton dans la partie sud représente 43 % de la superficie de la commune, dont les activités dominantes sont l'ostréiculture, les élevages (d'anguilles, de bovins, d'ovins, avicoles…) et des marais salants qui ont été remis en production récemment ;
- le coteau parsemé de vignobles (Muscadet, Chardonnay, Grolleau…), d'habitations et de cultures maraîchères ;
- le bocage au nord de la commune.

Près du village de Saint-Cyr-en-Retz à la Noë-Briord se trouve une table d'orientation (à 34 mètres d'altitude) où l'on peut observer tout le Marais breton, du Port du Collet à Machecoul jusqu'à Challans en Vendée.

## Toponymie
Le nom de Bourgneuf-en-Retz vient de bourg neuf (par opposition au bourg ancien qu’est Saint-Cyr-en-Retz). Il a été mentionné sous la forme latinisée Burgum ad Ligerim et l’ancienne forme Bourg-Neuf-de-Saint-Cyr. Il est homonyme avec les nombreux Bourgneuf, le Bourgneuf et Bourg-neuf, d'époque médiévale[réf. nécessaire].
Bourgneuf-en-Retz se trouve dans la zone de transition linguistique entre le gallo et le poitevin. En gallo, le nom s'écrit Bourneu ou Bornu selon l'écriture ABCD.
En gallo comme en poitevin, le nom se prononce [buʁnø] ou [borny].
La forme bretonne proposée par l'Office public de la langue bretonne est Bourc'hnevez-Raez.

## Histoire
À l'origine, la paroisse portait le nom de Saint-Cyr, port depuis l'Antiquité, mais le recul de la mer força les habitants à créer au XIe siècle un nouveau bourg-port d'où le nom de « Bourgneuf », ce petit port devint vite plus important que l'ancien bourg de Saint-Cyr et la commune a fini par prendre son nom. Bourgneuf est situé dans le Marais breton qui marque la frontière entre deux régions historiques, la Bretagne dont il fait partie et le Poitou. Bourgneuf était producteur important de sel au XVe siècle.
Au Moyen Âge, Bourgneuf et la baie de Bretagne étaient connus en Europe comme un très grand lieu de saliculture (marais salants) et l'abondante production de sel marin était surtout destinée aux Îles britanniques, aux villes de la Hanse, Dantzig ou même Rīga, et à bien d'autres régions.
Au XIIe siècle, le géographe arabe Al Idrissi décrivait Bourgneuf comme « une jolie ville où sont un chantier, un port et des bazars ».
Le commerce du sel se faisait directement du producteur à l’acheteur.
Au XIVe siècle est créé le Port du Collet avec sa forteresse (démolie pendant le règne de Louis XIV de crainte qu'elle ne tombe aux mains des Anglais), un avant-port qui devint vite plus important que le port principal de Bourgneuf qui était devenu trop ensablé.
Ce commerce connut son apogée entre les XIVe et XVIIe siècles, en 1452 plus de 200 navires venus de la mer Baltique sont venus charger du sel à Bourgneuf. Au XVIIIe siècle on  produisait plus de 30 000 tonnes de sel par an dans le marais breton. Le port est aussi utilisé pour la pêche et les transports transatlantiques.
Mais l'ensablement de la « Baye de Bretagne » a provoqué la fin de la production salicole au XIXe siècle, les navires ne pouvaient plus atteindre le Collet, d'où le déclin de Bourgneuf ensuite. Aujourd'hui au port du Collet ne subsistent plus que des activités de plaisance, une production ostréicole (huîtres Vendée-Atlantique) et quelques bateaux de pêche qui se font de plus en plus rares. Les marais salants ont été remis en activité par Daniel Robard depuis 2001, près du centre-bourg, et au village des Rivières-aux-Guérin.
Le couvent Saint-François des Cordeliers est fondé par Gérard de Machecoul et son épouse Aliénor de Thouars en 1332. Maintenant il accueille le musée du pays de Retz depuis 1966.
On notera le rôle de Pierre-Marie Goullin, sieur de l'Eraudière, sénéchal de Bourgneuf, dont on peut encore voir la tombe dans la nouvelle église (XIXe siècle).
Pendant la Révolution, les forces navales de la baie de Bretagne sont basées au Port du Collet et à Bouin. Sous la Terreur, une cinquantaine de femmes et d’enfants sont embarqués au Collet pour être noyés dans la baie sur l’ordre du Comité révolutionnaire de Nantes.
L'une des premières décisions locales de la révolution est de transformer le nom de la ville en Bourgneuf-en-Retz.
La commune vécut la guerre de Vendée en 1793, avec notamment en mars l'arrêt d'une colonne de 600 Vendéens sous les ordres de Ripaud de La Cathelinière de Frossay qui abattit lui-même d'une décharge de deux pistolets dans la poitrine le premier maire de Bourgneuf, Pierre Mourain (avocat et ancien député), le 24 mars 1793, au lieu-dit la Foliette.
Le fils du sénéchal, Benoît Goullin, épousera la fille de Pierre Mourain, et deviendra à son tour Maire de Bourgneuf-en-Retz.
En 1854, le choléra et le typhus font une centaine de morts.
La ligne Nantes - Sainte-Pazanne - Pornic est créée en 1875 et passe par Bourgneuf.
Puis, en 1923, la ligne à voie métrique Bourgneuf - Saint-Gilles-Croix-de-Vie est inaugurée et sera prolongée jusqu'aux Sables-d'Olonne deux ans plus tard. Elle dessert les communes côtière de baie jusqu'au nord de la Vendée et permettait surtout au fumier venant des fermes du marais d'être convoyé jusqu'aux maraîchers de la région nantaise. Ce service prendra fin en 1947.
Depuis 2002, le service de TER venant de Nantes est élargi à la saison hivernale.
Le 22 septembre 2015, après plusieurs mois de travail, les communes de Bourgneuf-en-Retz et Fresnay-en-Retz décident de se regrouper au sein d'une commune nouvelle qui sera baptisée Villeneuve-en-Retz. Ce regroupement permettra de pallier la baisse programmée des dotations globales de fonctionnement versée par l'État durant les années suivantes. La création de la nouvelle commune est effective le 1er janvier 2016, entraînant la transformation des deux anciennes communes en « communes déléguées » de la nouvelle entité.

## Lemaraisde Bourgneuf-en-Retz
À l’origine une sédimentation fluviale (Loire et Charente) créa cette zone de dépôt à versement successif pour en faire une entité.
Les premières salines furent creusées au début de l’ère chrétienne sous l’influence des romains. Les moines bénédictins du XIe au XIIIe siècle entreprirent les constructions salicoles : fosses, étiers. L’activité du sel connut son apogée au XVIe siècle. Après quoi l’envasement amorça son déclin.
Il fallait rendre cet espace à l’agriculture. L'aménagement portuaire pour la pêche et la poldérisation des marais séparent en deux ce milieu dans lequel le sel est incompatible avec une activité agraire.
C'est ce qui explique l’existence des vannes du Collet et du port La Roche. Le vannage du Fresne verrouilla définitivement la remontée des eaux salées.
En aval il existe donc des eaux saumâtres ; l’influence de l’eau de mer et le déversement des eaux douces en font un lieu propice à la pisciculture et au développement de l’aquaculture (le Collet et la zone acquacole sur la commune des Moutiers). En amont des vannes, une zone d’eau privilégie la pêche de loisir que l’envasement des étiers rend plus difficile.
Une faune riche et particulière singularise ce milieu de marais où hérons, aigrettes blanches, busards des roseaux, canards colonisent l’espace. Le marais est un lieu d’observation privilégié et un site touristique original.

## Héraldique
| Blason | Blasonnement : D'azur au navire équipé et habillé d'or, la voile chargée d'une croix de sable, voguant sur une mer d'argent mouvant de la pointe ; au chef cousu de gueules chargé de trois mulons de sel d'argent terrassé de sinople. Commentaires : : La voile du navire évoque le blasonnement du pays de Retz : d'or à la croix de sable, rappelant l'appartenance de Bourgneuf-en-Retz au pays de Retz. Blason conçu par Mlle Rousseau et la municipalité (délibération municipale du 3 novembre 1971), enregistré le 19 juillet 1972. |

## Politique et administration

### Liste des maires
| Période                                  | Période                  | Identité                 | Étiquette             | Qualité                                                                                                |
| ---------------------------------------- | ------------------------ | ------------------------ | --------------------- | --- |
| Les données manquantes sont à compléter. |                          |                          |                       | |
| 1789                                     | 1793 (décès)             | Pierre Mourain           | Majorité réformatrice | avocat, député de la Loire-Inférieure                                                                  |
| 1803                                     | 1811                     | Alexandre Mourain        |                       | rentier, fils du précédent                                                                             |
| 17??                                     | 18??                     | Benoît-Pierre Goullin    |                       | docteur en médecine                                                                                    |
| 1841                                     | 1848                     | Alphonse Charruau        |                       | notaire                                                                                                |
| 1848                                     | 18??                     | Benoît-Pierre Goullin    |                       | docteur en médecine, fils du précédent                                                                 |
| 18??                                     | 1872                     | Alexandre Pierre Mourain |                       | docteur, fils du précédent et petit-fils du premier                                                    |
| 1900                                     | mai 1912                 | Joseph Beaulieu          | Parti réactionnaire   | Propriétaire Conseiller général de Bourgneuf-en-Retz                                                   |
| mai 1912                                 | juin 1929                | François Terrien         |                       | Viticulteur                                                                                            |
| Les données manquantes sont à compléter. |                          |                          |                       | |
| mai 1935                                 | mars 1959                | Louis Gouy               |                       | Agriculteur                                                                                            |
| mars 1959                                | mars 1971                | Yves Quérouil            |                       | Vétérinaire                                                                                            |
| mars 1971                                | mars 1979 (démission)    | Jeanne Rousseau          |                       | Pharmacienne                                                                                           |
| avril 1979                               | juin 1995                | Jean-Raymond Audion      | RPR                   | Cadre bancaire Conseiller général de Bourgneuf-en-Retz (1982 → 2015) Vice-président du conseil général |
| juin 1995                                | octobre 2003 (démission) | Jean-Jacques Bleuzen     | DVD                   | Pharmacien                                                                                             |
| octobre 2003                             | mars 2014                | Robert Blanchard         | SE                    | Maître d'œuvre en bâtiment                                                                             |
| mars 2014                                | 31 décembre 2015         | Alain Durrens            | DVG                   | Responsable de services techniques                                                                     |

### Liste des maires délégués
| Période        | Période                   | Identité        | Étiquette | Qualité                                                                      |
| -------------- | ------------------------- | --------------- | --------- | ---------------------------------------------------------------------------- |
| 5 janvier 2016 | 2 juillet 2020            | Alain Durrens   | DVG       | Responsable de services techniques Maire de Villeneuve-en-Retz (2016 → 2020) |
| 3 juillet 2020 | 20 mai 2025               | Yves Blanchard  | SE        | Chef d'entreprise Maire de Villeneuve-en-Retz (2025 → )                      |
| 20 mai 2025    | En cours (au 21 mai 2025) | Frédéric Supiot | SE        | Responsable à la Chambre d'agriculture                                       |

## Démographie

### Évolution démographique
L'évolution du nombre d'habitants est connue à travers les recensements de la population effectués dans la commune depuis 1795. À partir du 1er janvier 2009, les populations légales des communes sont publiées annuellement dans le cadre d'un recensement qui repose désormais sur une collecte d'information annuelle, concernant successivement tous les territoires communaux au cours d'une période de cinq ans. 
Pour les communes de moins de 10 000 habitants, une enquête de recensement portant sur toute la population est réalisée tous les cinq ans, les populations légales des années intermédiaires étant quant à elles estimées par interpolation ou extrapolation. Pour la commune, le premier recensement exhaustif entrant dans le cadre du nouveau dispositif a été réalisé en 2005,.
En 2013, la commune comptait 3 586 habitants, en évolution de +10,95 % par rapport à 2008 (Loire-Atlantique : +6,34 %, France hors Mayotte : +2,49 %).
| 1795  | 1800  | 1806  | 1821  | 1831  | 1836  | 1841  | 1846  | 1851  |
| ----- | ----- | ----- | ----- | ----- | ----- | ----- | ----- | ----- |
| 1 320 | 2 033 | 2 570 | 2 534 | 2 680 | 2 689 | 2 625 | 2 714 | 2 882 |

| 1856  | 1861  | 1866  | 1872  | 1876  | 1881  | 1886  | 1891  | 1896  |
| ----- | ----- | ----- | ----- | ----- | ----- | ----- | ----- | ----- |
| 2 760 | 2 893 | 2 925 | 2 837 | 2 850 | 2 880 | 2 844 | 2 944 | 2 987 |

| 1901  | 1906  | 1911  | 1921  | 1926  | 1931  | 1936  | 1946  | 1954  |
| ----- | ----- | ----- | ----- | ----- | ----- | ----- | ----- | ----- |
| 3 042 | 3 109 | 3 025 | 2 622 | 3 615 | 2 514 | 2 327 | 2 213 | 2 242 |

| 1962  | 1968  | 1975  | 1982  | 1990  | 1999  | 2005  | 2010  | 2013  |
| ----- | ----- | ----- | ----- | ----- | ----- | ----- | ----- | ----- |
| 2 289 | 2 225 | 2 161 | 2 283 | 2 346 | 2 400 | 2 948 | 3 408 | 3 586 |

### Pyramide des âges
Les données suivantes concernent l'année 2013 (la plus récente pour laquelle l'Insee a pu analyser les données) ; Bourgneuf est alors une commune à part entière. Sa population est alors relativement âgée. Le taux de personnes d'un âge supérieur à 60 ans (28,8 %) est en effet supérieur au taux national (22,6 %) et au taux départemental (22,5 %),,.
À l'instar des répartitions nationale et départementale, la population féminine de la commune est supérieure à la population masculine. Le taux (52,1 %) est du même ordre de grandeur que le taux national (51,6 %),,.
| Hommes | Classe d’âge | Femmes |
| ------ | ------------ | ------ |
| 1,2    | 90 ans ou +  | 3,7    |
| 7,2    | 75 à 89 ans  | 11,2   |
| 18,0   | 60 à 74 ans  | 16,2   |
| 18,5   | 45 à 59 ans  | 17,4   |
| 20,5   | 30 à 44 ans  | 18,5   |
| 12,9   | 15 à 29 ans  | 12,1   |
| 21,7   | 0 à 14 ans   | 21,0   |

| Hommes | Classe d’âge | Femmes |
| ------ | ------------ | ------ |
| 0,4    | 90 ans ou +  | 1,3    |
| 5,8    | 75 à 89 ans  | 9,1    |
| 13,5   | 60 à 74 ans  | 14,6   |
| 19,6   | 45 à 59 ans  | 19,2   |
| 20,8   | 30 à 44 ans  | 19,6   |
| 19,4   | 15 à 29 ans  | 17,7   |
| 20,5   | 0 à 14 ans   | 18,5   |

## Lieux et monuments
- Musée du pays de Retz, de son histoire, de sa culture et des modes de vie du passé
- L'église Notre-Dame de l'Assomption, reconstruite au XIXe siècle dans le style néo-gothique (son toit fut abaissé en 1975).
- Le Port du Collet situé également en partie sur la commune des Moutiers-en-Retz à l'embouchure du Falleron
- Plan d'eau de Bourgneuf, promenade autour de trois étangs formé par l'étier de la Taillée, début août il y a un rassemblement de motos et véhicules américains dans le parc
- Église de Saint-Cyr-en-Retz du XIXe siècle du style néo-gothique
- Table d'orientation de la Noë-Briord (point de vue)
- Le moulin de l'Arzelier, le dernier moulin à avoir été en activité de tout le pays de Retz (fonctionna de 1696 à 1957), une association le fait revivre actuellement.
- la route de Millac (point de vue, anciennes salines, parc à huîtres, ferme), les promenades dans les marais (sortie nature)
- L'Hôpital avec logis et porche du XVIIIe siècle, compte 148 lits (soins longue durée et maison de retraite)
- Fontaine des Jalberges du XIXe siècle (une des rares sources en eau potable du marais breton, dont bénéficie les novobourgeois)

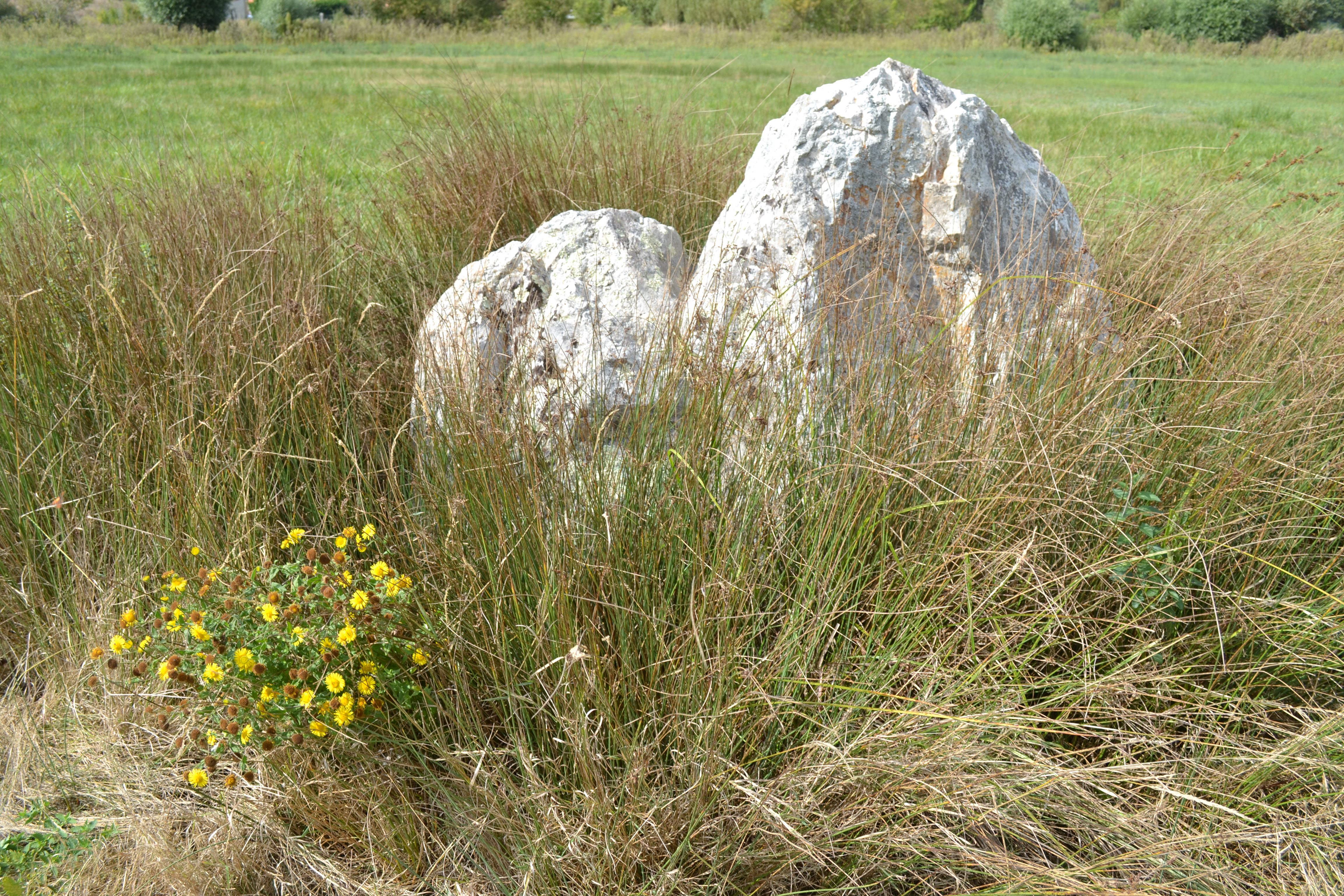
Menhir de la Pierre-Folle

- Manoir de la Noë-Briord reconstruit en 1888, ancien siège de la seigneurie de La Noë-Briord
- Menhir de la Pierre Folle 47° 01′ 29″ N, 1° 53′ 25″ O
- Une  gare est en service depuis (1876), elle est démolie en 2002, remplacée par une halte ferroviaire, sur la ligne de Sainte-Pazanne à Pornic.
- Château du Collet, ancien château fort du XIIe siècle, qui fut entièrement rebâti au XVIIe siècle par Joubert du Collet, qui le reçut de Louis XIV, dans le style « folie nantaise ». Confisqué a la Révolution, il fut vendu comme bien national. Au milieu du XIXe siècle la famille Ecomard de Sainte-Pazanne, alliée au descendant des Joubert du Collet rachète la propriété, et la rénove entièrement.
- Les marais salants réexploités par Daniel Robard depuis 2001 près du bourg, et au village des Rivières-aux-Guérin

## Personnalités liées à la commune
- François de La Noue (1531-1591), dit « Bras de fer » et « Bayard huguenot », seigneur de La Noue-Briord, de La Roche-Bernard et de Montreuil-Bonnin, capitaine huguenot breton né au château de La Noë-Briord à Bourgneuf-en-Retz, fut compagnon d'armes d'Henri IV durant les guerres de Religion.
- André Joubert du Collet (XVIIIe siècle), prisonnier des Hollandais, composa la chanson Auprès de ma blonde.
- Pierre Mourain (1740-1793), seigneur de La Guérivière, fut le premier maire de Bourgneuf-en-Retz, où il est né et est mort, et mourut fusillé par les insurgés vendéens.
- Auguste Bichon (1847-1915), né à Bourgneuf-en-Retz, fut médecin, conseiller général et député de Maine-et-Loire.
- Paul Fort (1872-1960), poète et dramaturge, qui séjourna fréquemment à Bourgneuf-en-Retz.
- Henry-Jacques (1886-1973), écrivain, homme de lettres, poète et prosateur, marin, journaliste et musicologue, séjourna fréquemment à Bourgneuf-en-Retz.
- Jean Sarment (1897-1976), acteur, écrivain et dramaturge, séjourna fréquemment à Bourgneuf-en-Retz.
- René Guy Cadou (1920-1951), poète, fut instituteur à Bourgneuf-en-Retz (il existe un Square René-Guy-Cadou avec son buste, Route des Puymains, près de la salle des fêtes et du gymnase).

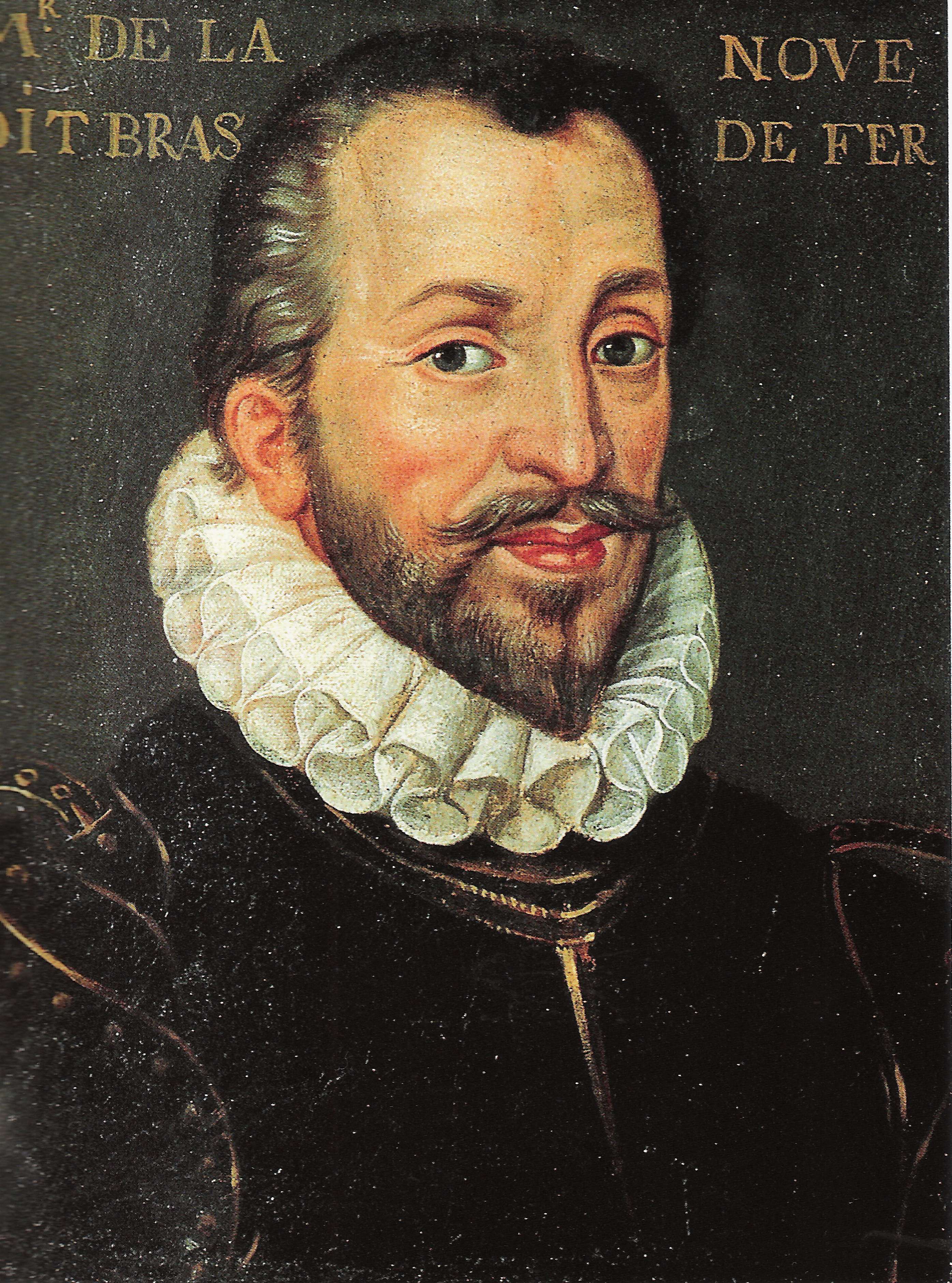
François de La Noue (1531-1591)
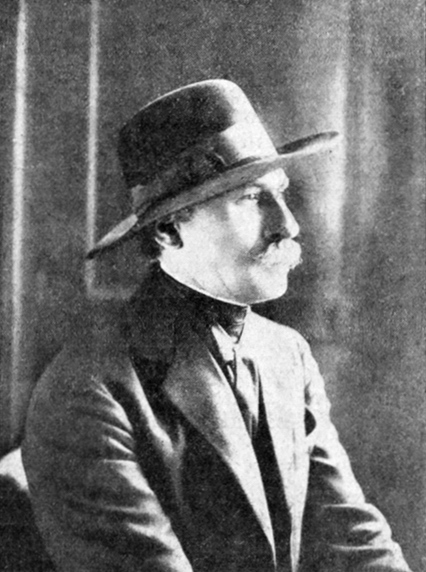
Paul Fort (1872-1960)

## Archives
- Marais salants à Bourgneuf, XIXe siècle, cote 15 J 96 > Fonds de Langle (15 J), Archives I&V.